# Dodoma
Dodoma est la capitale de la Tanzanie et de la région de Dodoma. En 2022, sa population est estimée à 765 179 habitants.

## Géographie
Située à peu près au centre du pays, la ville est à 486 km à l'ouest de l'ancienne capitale Dar es Salam et à 441 km au sud d'Arusha, deux des principales villes du pays.
Dodoma couvre un domaine de 2 669 kilomètres carrés dont 625 sont urbanisés. Elle est également la capitale administrative de la région de Dodoma, une grande région de hauts plateaux du centre du pays.

## Histoire

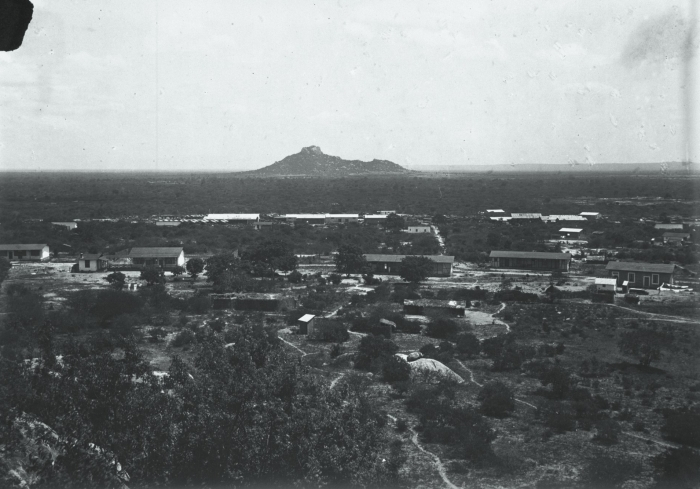
Dodoma en 1912.

Dodoma fut fondée en 1907, à l'époque de la colonisation allemande, en même temps que la construction de la ligne de chemin de fer du Central Line (« Tanganjikabahn » ou « Mittellandbahn », en allemand). Le plan d'ensemble de la nouvelle capitale fut conçu en 1986 par l'architecte américain James Rossant, dont les travaux furent soutenus par l'ONU.
Au cours des années 1970 apparaissent les premiers projets de transférer la capitale de Dar es Salam (l'ancienne capitale) à Dodoma. L'Assemblée nationale y fut transférée en février 1996, mais de nombreuses structures officielles siègent encore à Dar es Salam.

## Démographie
Sur les 324 347 habitants (en 2002), la population comptait 48,5 % d'hommes et 51,5 % de femmes. Le nombre total des ménages est de 74 914, avec une taille moyenne de 4,3 personnes.
Depuis 1978, l'évolution démographique de Dodoma a été :
| 1978   | 1988   | 2002    | 2012    |
| ------ | ------ | ------- | ------- |
| 45 807 | 83 205 | 150 604 | 213 636 |

| 2022    | - | - | - |
| ------- | - | - | - |
| 765 179 | - | - | - |

| Histogramme de l'évolution démographique de Dodoma                                                          |         |
| \| 1978 \| 45 807 \| \| 1988 \| 83 205 \| \| 2002 \| 150 604 \| \| 2012 \| 213 636 \| \| 2022 \| 765 179 \| |         |
| 1978 | 45 807  |
| 1988 | 83 205  |
| 2002 | 150 604 |
| 2012 | 213 636 |
| 2022 | 765 179 |

## Transports

### Routes
Une autoroute relie Dodoma à Dar es Salam via la région de Morogoro, à l'est. À l'ouest, partent des routes pour Mwanza et Kigoma, en passant par Tabora. La grande route du Nord relie Dodoma à la ville d'Arusha, via Kondoa.

### Chemins de fer
La ville est desservie par la ligne centrale de chemin de fer (Central Line) qui conduit, sur une distance de 465 kilomètres, à Dar es Salam.

### Aéroports
Le Dodoma Airport est géré par la Tanzania Civil Aviation Authority, mais voit son trafic limité par le fait que seul de petits avions peuvent s'y poser. Il est néanmoins prévu de construire un nouvel aéroport à l'extérieur de la ville qui permettrait d'augmenter la capacité des liaisons aériennes.

## Économie
Elle se situe au centre du pays, au cœur d'une région productrice de haricots, graines, noix, café, thé, et de tabac. La région possède aussi des élevages de bétail.

## Éducation

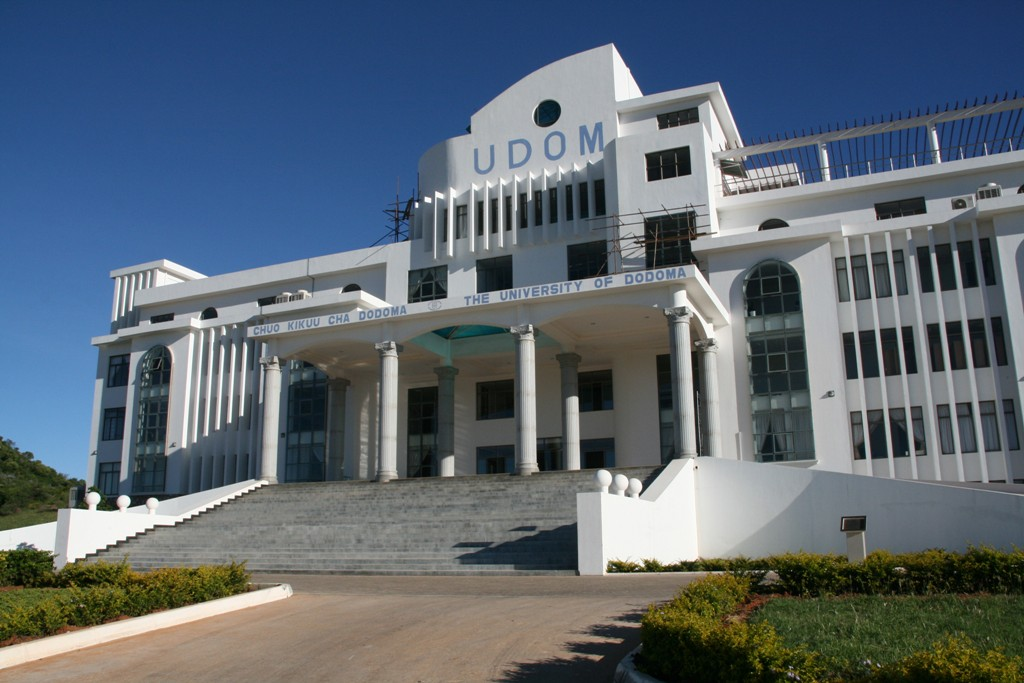
Université de Dodoma.

Il y a deux universités à Dodoma : St Johns University of Tanzania et l'université de Dodoma. Cette dernière annonce accueillir 25 000 étudiants en 2018. Les deux universités ont été officiellement ouvertes en 2007.

## Lieux de culte
Parmi les lieux de culte, il y a principalement des églises et des temples chrétiens : Archidiocèse de Dodoma (Église catholique), Anglican Church of Tanzania (Communion anglicane), Evangelical Lutheran Church in Tanzania (Fédération luthérienne mondiale), Convention baptiste de Tanzanie (Alliance baptiste mondiale), Assemblées de Dieu . Il y a aussi des mosquées musulmanes.

## Sport
La ville est représentée dans le championnat de Tanzanie de football par les clubs Polosi Dodoma et JKT Ruvu Stars.

## Jumelages
| Ville | Ville  | Pays | Pays                             | Période                   |
| ----- | ------ | ---- | -------------------------------- | ------------------------- |
|       | Bangui |      | République centrafricaine        |                           |
|       | Jaipur |      | Inde                             |                           |
|       | Linz   |      | Autriche                         | depuis le 13 février 2019 |
|       | Watsa  |      | République démocratique du Congo |                           |